# São João Baptista (Campomayor)
São João Baptista es una freguesia portuguesa del concelho de Campomayor, con 106,37 km² de superficie y 4.063 habitantes (2001). Su densidad de población es de 38,2 hab/km².